# Anthurium balaoanum
Anthurium balaoanum Engl. è una pianta della famiglia delle Aracee, endemica dell'Ecuador.